# باشگاه فوتبال بوستون یونایتد
باشگاه فوتبال بوستون یونایتد (به انگلیسی: Boston United Football Club) یک باشگاه فوتبال در شهر بوستون، لینکلن‌شر، کشور انگلستان است که در سال ۱۹۳۳ میلادی تأسیس شده‌است.